# Italie aux Jeux olympiques d'été de 1968
L'Italie a participé aux Jeux d'été pour la quinzième fois aux Jeux de Mexico en 1968.
Avec seize médailles (trois d'or, quatre d'argent et neuf de bronze), les athlètes italiens se sont classés à la treizième place du classement des nations.

## Liste des médaillés italiens

### Médailles d'or
| Sport              | Discipline           | Sportifs                                        | Performance        |
| Médailles d'or : 3 |                      |                                                 |                    |
| Aviron             | Deux avec barreur    | Primo Baran Renzo Sambo Bruno Cipolla (barreur) | 8 min 04 s 81      |
| Cyclisme sur route | Route individuel (H) | Pierfranco Vianelli                             | 4 h 41 min 25 s 24 |
| Plongeon           | Haut vol 10 m (H)    | Klaus Dibiasi                                   | 164,18 pts         |

### Médailles d'argent
| Sport                  | Discipline            | Sportifs                                                                           | Performance |
| Médailles d'argent : 5 |                       |                                                                                    |             |
| Cyclisme sur piste     | Sprint individuel (H) | Giordano Turrini                                                                   |             |
| Escrime                | Sabre par équipe (H)  | Pierluigi Chicca Michele Maffei Rolando Rigoli Wladimiro Calarese Cesare Salvadori |             |
| Plongeon               | Tremplin à 3 m (H)    | Klaus Dibiasi                                                                      | 159,74 pts  |
| Tir                    | Skeet                 | Romano Garagnani                                                                   | 198 pts     |

### Médailles de bronze
| Sport                   | Discipline                      | Sportifs                                                                | Performance        |
| Médailles de bronze : 9 |                                 |                                                                         |                    |
| Athlétisme              | 110 m haies (H)                 | Eddy Ottoz                                                              | 13 s 4             |
| Athlétisme              | Triple saut (H)                 | Giuseppe Gentile                                                        | 17,22 m            |
| Aviron                  | Quatre sans barreur             | Renato Bosatta Pier Conti Manzini Tullio Baraglia Abramo Albini         | 6 min 44 s 01      |
| Boxe                    | Lourds +81 kg                   | Giorgio Bambini                                                         |                    |
| Cyclisme sur piste      | Poursuite par équipe            | Luigi Roncaglia Lorenzo Bosisio Cipriano Chemello Giorgio Morbiato      | 4 min 18 s 35      |
| Cyclisme sur route      | Contre la montre par équipe (H) | Pierfranco Vianelli Giovanni Bramucci Vittorio Marcelli Mauro Simonetti | 2 h 10 min 18 s 74 |
| Escrime                 | Épée (H)                        | Gianluigi Saccaro                                                       |                    |
| Voile                   | Finn                            | Fabio Albarelli                                                         |                    |
| Voile                   | Star                            | Franco Cavallo Camillo Gargano                                          |                    |

## Sources
- (en) Cet article est partiellement ou en totalité issu de l’article de Wikipédia en anglais intitulé « Italy at the 1968 Summer Olympics » (voir la liste des auteurs).